# Agnita (Schiff)
Die Agnita war das erste für den Transport von Gas als Massengut in Tanks konzipierte und gebaute Schiff. Die Agnita war jedoch kein reiner Gastanker,  außer den LPG-Gastanks verfügte sie auch über Dieselöl- und Schwefelsäuretanks.

## Das Schiff
Das Schiff wurde 1930/31 auf der Werft Hawthorn, Leslie & Company in Newcastle nach Plänen von Anglo-Saxon Petroleum gebaut. Die Agnita verfügte über zwölf durch ein Mittelschott und Querschotten getrennte Öltanks, in denen oben jeweils genietete zylindrische Gas- und Säuretanks mit oberen und unteren halbkugeligen Abschlüssen von 5,26 Meter Durchmesser und 9,91 Meter Höhe eingesetzt waren. Der Bau dieser 2100 m³ fassenden Tanks aus 24 mm dickem Stahl für einen Arbeitsdruck von 4,14 Bar bedeutete aufgrund der vielfältigen Anforderungen eine große Herausforderung für die Bauwerft. Noch 1931 erhielt das Schiff zwei zusätzliche Gastanks mit einem Fassungsvermögen von 100 m³ im Vorschiffsbereich. 1934 ließ die Reederei den bestehenden Öltanker Megara auf ähnliche Weise umbauen. Von der Klassifikationsgesellschaft erhielt das Schiff das Klassenzeichen 100A1 Carrying Petroleum in Bulk – Fitted with Cylindrical Tanks, deren letzter Passus vereinzelt durch den Zusatz for the carriage of sulphuric acid erweitert wurde. Die Erwähnung des Gastransports wurde in Abstimmung zwischen Reederei und Lloyd’s Register nicht publik gemacht. Andere Reedereien sollten aus wirtschaftlichen Erwägungen keine genauen Informationen über die Gastanks erhalten.

## Schicksal
Im Dezember 1939 wurde das Schiff auf einer Reise nach Rotterdam im Englischen Kanal von einem deutschen Heinkel-Bomber angegriffen, ohne getroffen zu werden. Dies war der erste Luftangriff auf einen Tanker im Zweiten Weltkrieg. Am 22. März 1941 wurde die Agnita auf einer Reise von Freetown nach Caripito in Venezuela durch den deutschen Hilfskreuzer Kormoran im Atlantik versenkt.